# Macrocheles robustulus
Macrocheles robustulus (syn. Holostaspis robustulus) is een soort roofmijt uit de familie Macrochelidae. De soort komt wereldwijd voor en parasiteert op geleedpotigen en rondwormen.
De soort wordt commercieel ingezet voor biologische ongediertebestrijding: hij bestrijdt effectief tripsen.